# ちょうせい豆乳くん
豆乳さんは、調整豆乳のミルクカートン容器をモチーフにしたマスコットキャラクターである。
以前は｢ちょうせい豆乳くん｣という名前で活動していたが、2022年10月12日に｢豆乳さん｣に改名した。 
日本豆乳協会の公認を受けている。兄弟に、無調整豆乳の「むちょうせい豆乳くん」がいる。